# Next Entertainment World
Next Entertainment World ((hangeul : ㈜넥스트엔터테인먼트월드, acronyme : NEW) est une société de production et de distribution cinématographique sud-coréenne, fondée par l’ancien président de Showbox Kim Woo-taek en juin 2008. Cette entreprise distribue des films à travers la Corée du Sud depuis sa création en septembre 2008,.

## Filmographie

### Années 2000
- 2008 : My Girlfriend Is a Cyborg (僕の彼女はサイボーグ) de Kwak Jae-yong
- 2009 : A Season of Good Rain (호우시절) de Hur Jin-ho

### Années 2010
- 2010 : Death Bell 2 (고死 두번째 이야기: 교생실습) de Yoo Seon-dong
- 2010 : Hello Ghost (헬로우 고스트) de Kim Young-tak
- 2010 : Haunters (초능력자) de Kim Min-suk
- 2010 : Poetry (시) de Lee Chang-dong
- 2011 : Blind (블라인드) de Ahn Sang-hoon
- 2011 : Come Rain, Come Shine (사랑한다, 사랑하지 않는다) de Lee Yoon-ki
- 2011 : Countdown (en) (카운트다운) de Huh Jong-ho
- 2011 : Late Blossom (그대를 사랑합니다) de Choo Chang-min
- 2011 : Marrying the Mafia IV (가문의 영광4 - 가문의 수난) de Jung Tae-won
- 2011 : Poongsan (풍산개) de Juhn Jai-hong
- 2011 : The Cat (고양이: 죽음을 보는 두 개의 눈) de Byeon Seung-wook
- 2011 : Bureojin hwasal (부러진 화살) de Jeong Ji-yeong
- 2012 : All About My Wife (내 아내의 모든 것) de Min Gyoo-dong
- 2012 : Ghost Sweepers (점쟁이들) de Shin Jung-won
- 2012 : The Grand Heist (바람과 함께 사라지다) de Kim Joo-ho
- 2012 : Love 911 (반창꼬) de Jeong Gi-hun
- 2012 : Love Fiction (러브 픽션) de Jeon Kye-soo
- 2012 : Miss Conspirator (미쓰 GO) de Park Chul-kwan
- 2012 : Pieta (피에타) de Kim Ki-duk
- 2013 : Cold Eyes (감시자들) de Cho Ui-seok et Kim Byeong-seo
- 2013 : Hide and Seek (숨바꼭질) de Huh Jung
- 2013 : Miracle in Cell No. 7 (7번방의 선물) de Lee Hwan-kyung
- 2013 : New World (신세계) de Park Hoon-jeong
- 2013 : The Attorney (변호인) de Yang Woo-seok
- 2013 : The Fake (사이비) de Yeon Sang-ho
- 2014 : Fashion King (패션왕) de Oh Ki-hwan
- 2014 : For the Emperor (황제를 위하여) de Park Sang-jun
- 2014 : Sea Fog : Les Clandestins (해무) de Shim Sung-bo
- 2015 : Chronicle of a Blood Merchant (허삼관) de Ha Jung-woo
- 2015 : Northern Limit Line (연평해전) de Kim Hak-soon
- 2015 : The Phone (더 폰) de Kim Bong-joo
- 2015 : Twenty (스물) de Lee Byeong-heon
- 2015 : You Call It Passion (열정 같은 소리 하고 있네) de Jeong Gi-hun
- 2016 : Dernier train pour Busan (부산행) de Yeon Sang-ho
- 2016 : Pandora (판도라) de Park Jeong-woo
- 2017 : Because I Love You (사랑하기 때문에) de Joo Ji-hoong
- 2017 : The King (더 킹) de Han Jae-rim
- 2017 : Lucid Dream (루시드 드림) de Kim Joon-seong
- 2017 : One Line (원라인) de Yang Kyung-mo
- 2017 : Steel Rain (강철비) de Yang Woo-seok
- 2017 : The Chase (반드시 잡는다) de Kim Hong-seon
- 2017 : The Mimic (장산범) de Huh Jung
- 2017 : The Villainess (악녀) de Jeong Byeong-gil
- 2018 : Psychokinesis (염력) de Yeon Sang-ho
- 2018 : What a Man Wants (바람바람바람) de Lee Byeong-heon
- 2019 : Birthday (생일) de Lee Jong-eon
- 2019 : Inseparable Bros (나의 특별한 형제) de Yook Sang-hyo
- 2019 : Cheer Up, Mr. Lee de Lee Gae-byok
- 2019 : Crazy Romance de Kim Han-gyeol
- 2019 : Start-up de Choi Jeong-yeol

### Années 2020
- 2023 : Smugglers (밀수) de Ryoo Seung-wan